# 905 Universitas
Universitas (asteroide 905) é um asteroide da cintura principal com um diâmetro de 21,33 quilómetros, a 1,8779228 UA. Possui uma excentricidade de 0,152771 e um período orbital de 1 205,33 dias (3,3 anos).
Universitas tem uma velocidade orbital média de 20,00572478 km/s e uma inclinação de 5,32449º.
Este asteroide foi descoberto em 30 de Outubro de 1918 por Arnold Schwassmann.